# Liste der Vizegouverneure von Virginia
Das Amt des Vizegouverneurs (Lieutenant Governor) wurde im US-Bundesstaat Virginia durch eine Änderung der Staatsverfassung im Jahr 1851 geschaffen; zuvor hatte der Präsident des Staatsrates als Stellvertreter des jeweiligen Gouverneurs fungiert. Da Gouverneur und Vizegouverneur nicht als gemeinsame Kandidaten antreten, können beide Amtsinhaber unterschiedlichen Parteien angehören.

## Bundesstaat Virginia

### Vor dem Sezessionskrieg (1852–1860)
| Name                    | Amtszeit  | Partei   |
| ----------------------- | --------- | -------- |
| Shelton Farrar Leake    | 1852–1856 | Demokrat |
| Elisha W. McComas       | 1856–1857 | Demokrat |
| William Lowther Jackson | 1857–1860 |          |

### Während des Sezessionskriegs (1860–1865)
| Name                             | Amtszeit  | Partei       |
| -------------------------------- | --------- | ------------ |
| Robert Latane Montague*          | 1860–1864 | Demokrat     |
| Samuel Price*                    | 1864–1865 | Demokrat     |
| Daniel Polsley**                 | 1861–1863 | Republikaner |
| Leopold Copeland Parker Cowper** | 1863–1865 | Republikaner |

* Konföderierte Vizegouverneure während des Sezessionskrieges

** Vizegouverneure im von der Union besetzten Teil Virginias

### Nach dem Sezessionskrieg (von 1865)
| Name                            | Amtszeit  | Partei       | Bemerkungen                                                            |
| ------------------------------- | --------- | ------------ | ---------------------------------------------------------------------- |
| Leopold Copeland Parker Cowper  | 1865–1869 | Republikaner |                                                                        |
| John Francis Lewis              | 1869–1870 | Republikaner |                                                                        |
| John Lawrence Marye             | 1870–1874 |              |                                                                        |
| Robert Enoch Withers            | 1874–1875 | Demokrat     | Withers wechselte am 4. März 1875 in den US-Senat.                     |
| Henry Wirtz Thomas              | 1875–1878 |              |                                                                        |
| James Alexander Walker          | 1878–1882 | Republikaner |                                                                        |
| John Francis Lewis              | 1882–1886 | Demokrat     |                                                                        |
| John Edward Massey              | 1886–1890 | Demokrat     |                                                                        |
| James Hoge Tyler                | 1890–1894 | Demokrat     |                                                                        |
| Robert Craig Kent               | 1894–1898 | Demokrat     |                                                                        |
| Edward Echols                   | 1898–1902 | Demokrat     |                                                                        |
| Joseph Edward Willard           | 1902–1906 | Demokrat     |                                                                        |
| James Taylor Ellyson            | 1906–1918 | Demokrat     |                                                                        |
| Benjamin Franklin Buchanan      | 1918–1922 |              |                                                                        |
| Junius Edgar West               | 1922–1930 | Demokrat     |                                                                        |
| James Hubert Price              | 1930–1938 | Demokrat     |                                                                        |
| Saxon Winston Holt              | 1938–1940 | Demokrat     | Holt verstarb im Amt und hinterließ eine Vakanz bis zur nächsten Wahl. |
| vakant                          |           |              |                                                                        |
| William Munford Tuck            | 1942–1946 | Demokrat     |                                                                        |
| Lewis Preston Collins           | 1946–1952 | Demokrat     | Collins verstarb im Amt.                                               |
| Allie Edward(s) Stokes Stephens | 1952–1962 | Demokrat     |                                                                        |
| Mills Edwin Godwin Jr.          | 1962–1966 | Demokrat     |                                                                        |
| Frederick Gresham Pollard       | 1966–1970 | Demokrat     |                                                                        |
| Julian Sargeant Reynolds        | 1970–1971 | Demokrat     | Reynolds verstarb im Amt.                                              |
| Henry Evans Howell Jr.          | 1971–1974 | Unabhängig   |                                                                        |
| John Nichols Dalton             | 1974–1978 | Republikaner |                                                                        |
| Charles Spittal Robb            | 1978–1982 | Demokrat     |                                                                        |
| Richard Joseph Davis            | 1982–1986 | Demokrat     |                                                                        |
| Lawrence Douglas Wilder         | 1986–1990 | Demokrat     |                                                                        |
| Donald S. Beyer                 | 1990–1998 | Demokrat     |                                                                        |
| John Henry Hager                | 1998–2002 | Republikaner |                                                                        |
| Timothy Michael Kaine           | 2002–2006 | Demokrat     |                                                                        |
| William Troy Bolling            | 2006–2014 | Republikaner |                                                                        |
| Ralph Shearer Northam           | 2014–2018 | Demokrat     |                                                                        |
| Justin Edward Fairfax           | 2018–2022 | Demokrat     |                                                                        |
| Winsome Sears                   | ab 2022   | Republikaner |                                                                        |